# حوادث المبيدات في وادي سان خواكين
حوادث مبيدات الآفات في وادي سان خواكين (أو جواكين) هو موضوع يغطي قضايا العدالة والصحة للأشخاص الذين يعيشون في وادي سان جواكين الناتجة عن استخدام المبيدات في المنطقة. بدأ استخدام مبيدات الآفات في وادي سان جواكين في ثمانينيات القرن التاسع عشر عندما عُرف أن بعض الحشرات تسبب ضررًا في المنطقة، التي لا يزال اقتصادها يعتمد على الزراعة الناجحة والزراعة لأنواع مختلفة من المحاصيل. تم الإبلاغ عن أمراض مبيدات الآفات بشكل متقطع خلال ذلك الإطار الزمني، ولكن لم يتم التركيز عليها كقضية رئيسية حتى الازدهار الزراعي الذي أعقب الحرب العالمية الثانية في أواخر الأربعينيات من القرن الماضي عندما انتشر التسمم بالمبيدات على نطاق واسع. على الرغم من أنَّ كتاب الربيع الصامت لريتشيل كارسون أكَّد على أنَّ استخدام المواد الكيميائية في الأسلحة أثناء حرب فيتنام أدى إلى قيام الحكومة الفيدرالية بتمرير قيود على استخدام مبيدات الآفات، فقد عانى السكان، وهم في الأساس من ذوي الدخل المنخفض، من الآثار الصحية لاستخدام مبيدات الآفات بسبب الإفراط المستمر في- الرش من قبل شركات الزراعة التي تعمل من أجل الربح.

## خلفية
كان الإنتاج الزراعي في كاليفورنيا جزءًا رئيسيًا من اقتصاد الولاية، خاصة في الوادي الأوسط وذلك منذ إنشاءها في عام 1850. نما عمل العديد من المزارعين في المنطقة بسبب مناخها المعتدل مع عناصر أكثر دفئًا لخط العرض والإعلانات التي تظهر الجودة المفترضة للمنتجات المزروعة في هذا المناخ. ومع ذلك، فإن الحشرات التي تضر بإمدادات المحاصيل النامية، سرعان ما أصبحت مشكلة على ما يبدو في وقت مبكر من ثمانينيات القرن التاسع عشر. تم إدخال المبيدات الحشرية في وادي سان جواكين في هذا الوقت تقريبًا وبحلول عام 1900 تم تنظيمها من قبل مجلس الوزراء التابع للولاية، وزارة الزراعة. نشر هذا القسم حوادث التسمم والحوادث الناجمة عن مبيدات الآفات كسجل للصحة المهنية في مجالات مكان العمل. الصحة ككل، على الرغم من أنها كانت تركز في ذلك الوقت على نظرية الجراثيم للمرض ككل بدلاً من البيئة المحلية، لذلك لم يكن يُنظر إلى حالات التسمم بالمبيدات على أنها قضايا رئيسية في ذلك الوقت. ومع ذلك، في أواخر الأربعينيات من القرن الماضي، تطلبت الطفرة السكانية بعد الحرب العالمية الثانية المزيد من الزراعة، وكانت كاليفورنيا تزرع على نحو متزايد المزيد من المحاصيل مثل العنب الذي تتطلب زراعته المزيد من المبيدات. بحلول عام 1963، تم تسجيل أكثر من 16000 نوع مختلف من المبيدات في الولاية. أصبحت التقارير عن حالات التسمم بالمبيدات الحشرية مثل حادثة عام 1949 في مدينة ماريسفيل أكثر شيوعًا. شجّع كتاب الربيع الصامت الذي ألّفته راشيل كارسون، ونُشر في عام 1962، شجع الوعي العام بشأن التشكيك في سلامة المبيدات الحشرية، لكن حوادث التسمم الكبرى مثل عام 1963 و 1967 لمزارعي الخوخ شمال وادي سان جواكين استمرت. أدى الوعي بمخاطر المبيدات إلى تشكيل حركة عمال المزارع المتحدة في عام 1964. بدأت جلسات الاستماع الفيدرالية حول سلامة مبيدات الآفات في عام 1969 وبدأ تمرير قوانين السلامة في السبعينيات بالإضافة إلى تعديل ديلاني الذي يحظر المواد المسرطنة في الإمدادات الغذائية. وتزامن ذلك مع التحول الصحي الذي يركز الآن على البيئة المحلية مرة أخرى. ومع ذلك، لا تزال الآثار الصحية لمبيدات الآفات تمثل اليوم مشكلة لكثير من الأشخاص الذين يعيشون في وادي سان جواكين بكاليفورنيا.

## التأثيرات والاستجابة
تأتي المبيدات الحشرية في وادي سان جواكين مع العديد من المواد الكيميائية المختلفة. تشمل هذه المواد الكيميائية ثنائي كلورو ثنائي فينيل ثلاثي كلورو الإيثان والفوسفات العضوي مثل مادة آي بي إن، ميتام الصوديوم، والميثوميل. يمكن أن تتسرب هذه المواد الكيميائية إلى جسم الإنسان من خلال الاتصال المباشر عن طريق الجلد بما في ذلك من خلال ملامسة النباتات التي تحمل بقايا مبيدات الآفات، والرش الزائد في حقول المزارع، واستنشاق بقايا المبيدات في الهواء أثناء انجراف المبيدات، وتناول الأطعمة الملوثة بمخلفات المبيدات. هناك تأثيرات مزمنة وحادة من التعرض لمبيدات الآفات التي من المعروف أنها تحدث في وادي سان جواكين. تشمل الأسباب المزمنة الملحوظة العيوب الخلقية والإجهاض والعقم والآثار العصبية والضعف في نمو الطفل. من الأسباب الحادة التي لوحظت طفح جلدي في العينين والجلد. أظهرت إحدى الدراسات أيضًا أن زيريام المحتوي على مبيدات الآفات كان مرتبطًا بزيادة خطر الإصابة بمرض باركنسون. تم العثور أيضًا على الأسماك التي تشكل الإمدادات الغذائية للعديد من الأشخاص تم قتلها مع وجود خلطات معينة من مواد عضويّة أكثر سمية من غيرها عندما تم اختبار المياه الملوثة بالمبيدات في دلتا سان جواكين في مختبر مع جبابرة. في حالات محددة، ظهرت أعراض الدوخة والغثيان في حالة عام 1988 في بلدة ديلانو جنوب الوادي حيث فقد 2 من عمال المزارع البالغ عددهم 54 الذين مرضوا وعيهم بعد رش حقل بالميثوميل. كانت المبيدات الحشرية أيضًا سببًا مشتبهًا في مجموعة السرطان التي تصيب 13 طفلاً في بلدة ماكفارلاند بسبب استنشاق مواد كيميائية بين عامي 1975 و1988. كان تنظيم مبيدات الآفات صعبًا بسبب قوة الشركات التي تجني الأموال من استخدام مبيدات الآفات والمخاوف من ملاحقتها قضائيًا أو فقدان دعمها. عندما تم تمرير لوائح مبيدات الآفات في السبعينيات، وضعت الحكومة الفيدرالية للولايات المتحدة قوانين تحدد مستويات التسامح على مبيدات الآفات المعروفة بأنها تسبب السرطان الذي يتم رشه على الأطعمة، لكن وكالة حماية البيئة لا تزال تسمح بإجراء اختبارات كيميائية لم تكن كاملة. بعد أن جاءت تقارير السرطان في ماكفارلاند، اعترض الحاكم جورج ديوكمجيان على مشروع قانون يتطلب إشارات تحذيرية لمبيدات الآفات في الساحات والمزارع لدعم رشاشات المبيدات. في عام 1999، تعرضت بلدة إيرليمارت لانجراف المبيدات الحشرية من صوديوم الميتام إلى الحقول. تم تغريم الرشاشات بمبلغ 150 ألف دولار، لكن استخدام المادة الكيماوية الخطرة لم يتوقف. تاريخياً، كان هناك تحيز عنصري في تقييم مخاوف مبيدات الآفات في وادي سان جواكين. كان العديد من عمال المزارع الذين جاءوا للعمل في حقول كاليفورنيا من المهاجرين أو البراسيروس القادمين من المكسيك وأمريكا اللاتينية. تمت دراسة التعرض لمبيدات الآفات في الأصل على أنه معقد حيث من شأن بعض الإجراءات مثل ارتداء أطنان من معدات الحماية أن تدافع عن الناس ضد التسمم بمبيدات الآفات. تم رش العديد من عمال براكيرو هؤلاء مباشرة ولم يكن لديهم سوى القليل من المعرفة بأنواع المبيدات الحشرية التي تعرضوا لها. بالإضافة إلى ذلك، سيتولى الأطباء القضايا المتعلقة بمخاوفهم من المبيدات الحشرية ويشخصونها على أنها ضربة شمس بدلاً من ذلك. أدى هذا إلى تصديق فكرة أن عادات العمال المهاجرين كانت تساهم في إصابتهم بالمرض طوال الوقت وليس بالضرورة من المبيدات الحشرية. استمر التعرض للمبيدات الحشرية في وادي سان جواكين في التأثير بشكل غير متناسب على عائلات المزارع ذات الدخل المنخفض من اللون والتي تحقق دخلًا أقل من 10000 دولار في السنة. حظيت الاستجابة لهذه المشكلة بالاهتمام إلى حد كبير عن طريق دعاوى قضائية مثل تلك التي قامت فيها شركة مروحية في مقاطعة سان جواكين تدعى خدمة هليكوبتر في جبال الألب (بالإنجليزية: Alpine Helicopter Service)‏ برشها بشكل متكرر بالقرب من منشأة رياضية للأطفال، وانتهاك قانون الصحة والسلامة الخاص بالولاية. كما تشاورت المنظمات غير الربحية مثل التحالف الجوي للوادي المركزي (بالإنجليزية: Central Valley Air Coalition)‏ مع الوكالات الحكومية والمحلية مثل مكتب مقاطعة فريسنو للمزارع بشأن حماية السكان من استخدام مبيدات الآفات، مثل إنشاء مناطق عازلة وإيجاد بدائل لمبيدات الآفات لحماية المحاصيل.

## الجدل حول مبيدات الآفات

### مجموعة مكفارلاند للسرطان 1975-1996

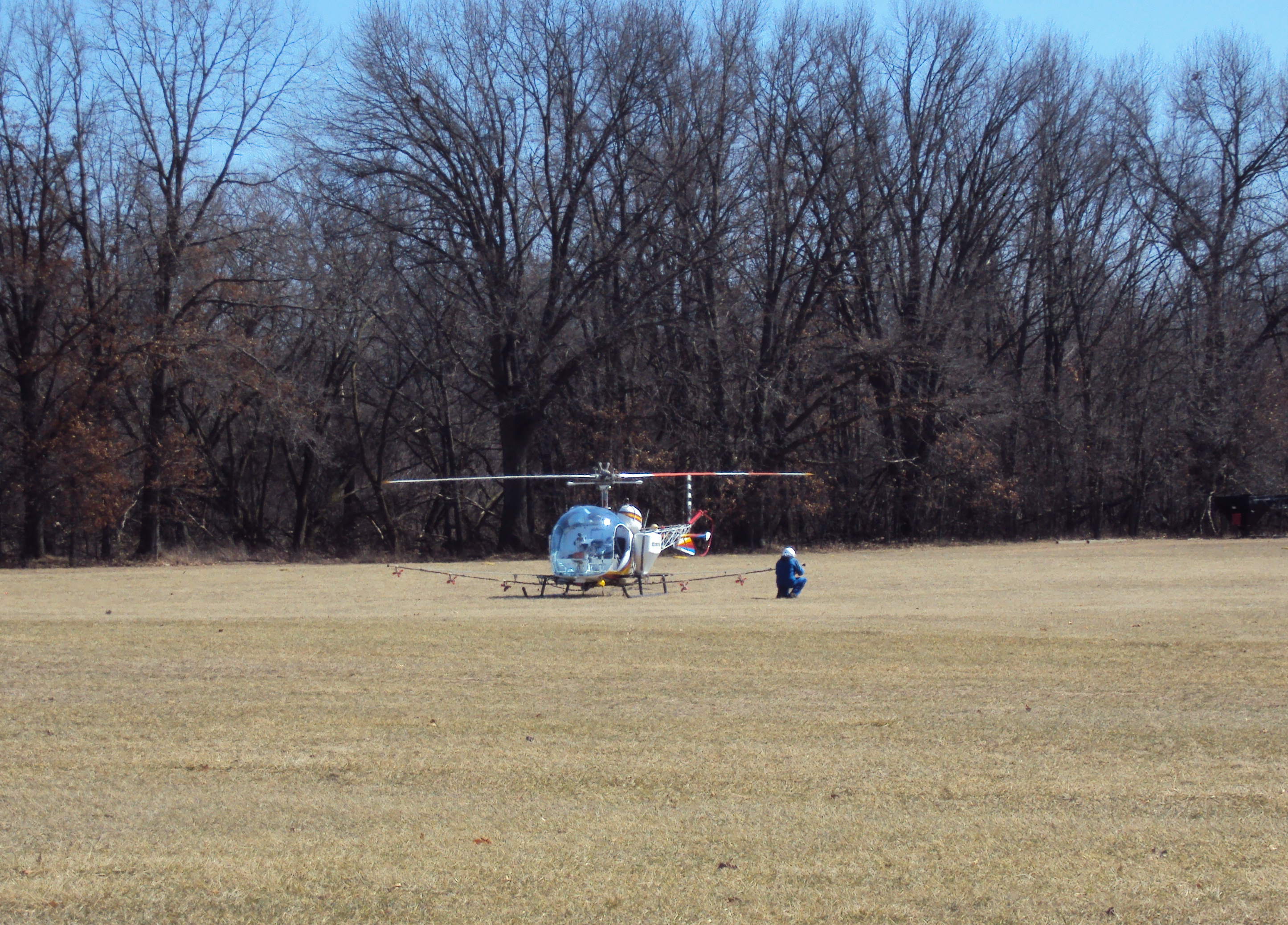
مروحية مبيدات الآفات، مماثلة لتلك التي تستخدمها شركة Alpine Helicopter Service Inc. التي شاركت في حوادث انجراف المبيدات

من عام 1975 إلى عام 1996، أفادت ماكفارلاند كاليفورنيا أن 21 من أطفالها تم تشخيص إصابتهم بالسرطان وهو أعلى «3 مرات» من المعدل الطبيعي مع الأخذ في الاعتبار حقيقة أن مكفارلاند كان يبلغ عدد سكانها حوالي 8000 في بداية مجموعة السرطان. عندما بدأت التقارير عن حالات السرطان في زيادة السكان المحليين أشاروا بأصابع الاتهام إلى المبيدات الحشرية التي كانت تستخدم بشكل شائع في المزارع في المنطقة وبعد فترة وجيزة بدأت المنافذ الجديدة مثل لو أنجلوس تايمز في الانتباه وبدأت في الإبلاغ عن الحادث. نظرًا لشدة الكتلة ومقدار الاهتمام الذي كانت تتلقاه مجموعة السرطان، أطلقت وزارة الصحة والخدمات الإنسانية الأمريكية (USDHHS) تحقيقًا في الحادث. قامت وزارة الصحة والخدمات الإنسانية الأمريكية بالعديد من الاختبارات على المنازل والمناطق المحيطة والهواء والمجاري المائية ولكنها لم تجد شيئًا قاطعًا يمكن أن يشير إلى أن المبيدات الحشرية هي سبب جميع حوادث السرطان. سارعت شركات المبيدات في الدفاع عن نفسها بعد صدور التقرير لأنه كما ذكر التقرير لم يكن هناك ما يشير إلى أن المبيدات كانت على خطأ. لا يزال هذا الحدث مثيرًا للجدل ولا يزال الكثيرون منقسمين حول ما إذا كانت المبيدات الحشرية قد لعبت دورًا أكبر ربما لم يلاحظه أحد على الرغم من التحقيق الذي أجرته وزارة الصحة والخدمات الإنسانية الأمريكية.

### حوادث شركة هليكوبتر في جبال الألب 2013-2019
خدمة هليكوبتر في جبال الألب هي شركة مقرها في لودي كاليفورنيا تقوم برش المبيدات الحشرية على مناطق المزارع الكبيرة. من عام 2013 إلى عام 2020، شاركت الشركة بشكل مباشر في التسبب في العديد من حوادث انجراف المبيدات الحشرية التي أدت إلى تعريض صحة الناس في المنطقة للخطر وتسبب في خسارة المحاصيل للمزارع القريبة مما أدى إلى إتلاف المبيدات. في حادثة مثيرة للجدل بشكل خاص، حدث انجراف مبيد حشري أثناء لعب الأطفال لكرة القدم في مجمع ستوكتون الرياضي (7 سبتمبر 2019) مما عرض صحة الأطفال وعائلاتهم للخطر. بدأت العديد من المنافذ الإخبارية مثل كابيتول ويكلي وذا روكورد في الإبلاغ وتحديد ما لا يقل عن 11 حادثًا منفصلًا لانجراف المبيدات الحشرية التي تورطت فيها الشركة. من امرأة تبدأ بالرش بينما مر رش المبيدات في سماء المنطقة إلى انجراف المبيدات الحشرية التي تحدث فوق فناء المدرسة. نتيجة لذلك، في عام 2020، رفعت إدارة تنظيم مبيدات الآفات في كاليفورنيا (DPR) والمدعي العام لكاليفورنيا كزافييه بيسيرا دعوى قضائية ضد الشركة التي لا تزال قيد التحقيق والمعالجة حاليًا. هذه الحادثة هي واحدة من العديد من حوادث انجراف المبيدات التي تم تسجيلها والتي يتم التحقيق فيها من قبل مجلس النواب الشعبى والإبلاغ عنها من قبل منافذ مختلفة.